# Lolo v knjižnici
Lolo v knjižnici je prva slikanica za otroke iz zbirke Lolo v knjižnici, ki jo je napisala Andreja Vukmir. Izšla je leta 2009 v samozaložbi. Celotno zbirko je ilustrirala Irena Zagožen. Je literarno-poučna slikanica. Govori o prvih stikih s knjižnico in svetom branja v njej. Glavna oseba je Lovro - Lolo, je prvošolec, ki raziskuje šolo, knjižnico, dom in svet in rad zaide v težave.

## Povzetek vsebine
Lovro (Lolo je njegov vzdevek) je prvošolec, ki bo prvič obiskal šolsko knjižnico. Tega izziva ga je strah, saj ga je sestra Urša prestrašila, da v knjižnici živi pošast. Kljub strahu obišče knjižnico, v kateri ni pošasti, vendar je knjižničarka sosedova Ančka, ki prvošolcem razdeli izkaznice in jim predstavi pravila knjižnice.